# Свети Георги (Бяла)
Вижте пояснителната страница за други значения на Свети Георги.
„Свети Георги“ е православна църква в град Бяла, Русенско.

## Местоположение
Храмът е разположен в центъра на града.

## История
Църквата е замислена в 1910 година като храм паметник и мавзолей. В основите ѝ Филип Симидов полага къс от знамето на Ботевата чета. Проектът е дело на русенския архитект Димитър Шойлев, а църквата е изградена в 1910 – 1915 година. Осветена е през ноември 1924 година. Над входа има надпис „Строеж: майстор Петко Иванов от село Стойчевци, Дряновско. Скулптор: Матей Кошута от Италия. Изографисвана (1923-1924) художника: Апостол Христов от София и сина му Христо Апостолов. Резбари: Иван Косев от Трявна (иконостас), Стефан Стоянов от Бяла (всичко останало). Осветена в 1924 г. Кмет със заслуги: Игнат А. Гецов. Свещеник със заслуги: Петър Цоков. Църквата е реставрирана от художник-реставратора Панталей Сеферов от София 1966.“
В архитектурно отношение е трикорабна куполна сграда с подчертана напречна ос. Над притвора в западната част има камбанария. Олтарът е с три апсиди, а в наоса се влиза от два странични входа от север и юг. Декоративното оформление включва неовизантийски елементи.
Камбанарията е висока 20 m и има четири камбани – подарък от руския император Александър II, като най-голямата тежи 1500 kg и е висока 1,10 m.
Храмът е изписан в 1923 година от видния дебърски майстор Апостол Христов и сина му Христо Апостолов.